# Cristoforo Caselli

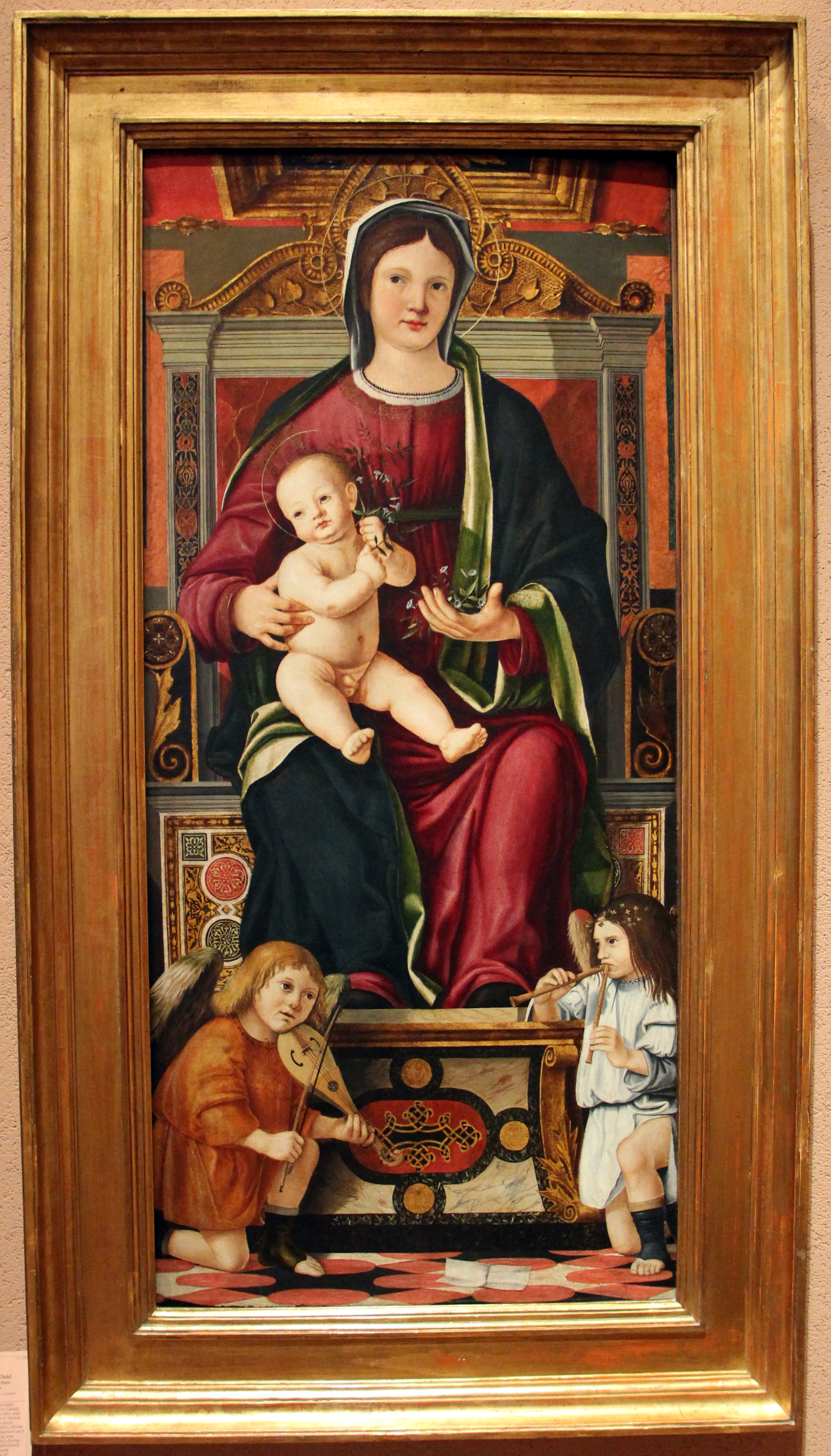
Madonna in trono, Museo Poldi Pezzoli

Cristoforo Caselli, detto il Temperello (Parma, 1460 circa – Parma, 25 giugno 1521), è stato un pittore italiano.

## Biografia
Figlio del pittore Giovanni di Cristoforo, Caselli nacque a Parma intorno al 1460. Si sposò con Antonia, dalla quale ebbe quattro figli: Giovanni Battista, nel 1516 musicista organista del San Sepolcro di Parma; Polissena;  Pietro Francesco; Francesco Maria.
Non si conosce nulla della sua prima formazione e già nel 1488 era presente a Venezia, attivo come collaboratore di Giovanni Bellini. Quattro anni dopo e fino al 1495, partecipò alla decorazione della Sala del Maggior Consiglio, assieme a Francesco Bissolo e Alvise Vivarini.
La permanenza decennale a Venezia fu fondamentale per la sua formazione pittorica, come attestò l'altare maggiore della sacrestia di Santa Maria della Salute.
Sia nel trittico di San Cipriano a Murano sia nei lavori per la chiesa del Carmine, evidenziò oltre a derivazioni belliniane, vari accostamenti con i maestri Montagna e Cima, per il tessuto cromatico freddo e chiaro all'interno di una struttura plastica.
La galleria di Parma conserva diverse sue opere, tra cui una Vergine col Bambino e i santi Giovanni Evangelista e Giovanni Battista dipinta intorno al 1489.
Nel 1496 divenne maestro pittore a Parma, s'impegnò nei lavori alla Confraternita dei Vivi e dei Morti, presso il duomo cittadino e realizzò tre anni dopo la pala d'altare della Vergine col Bambino tra i santi Ilario e Giovanni Battista. Lo stesso anno eseguì L'eternità nella cappella della cattedrale e nel 1499 un'Adorazione dei Magi in San Giovanni Evangelista. Nel 1507 terminò una tela con Cristo morto ancora per la cattedrale.
Realizzò il Polittico di Cornalba composto dalle tavole raffiguranti San Pietro in cattedra della parrocchiale di Cornalba (Bergamo), con le tavole raffiguranti i santi Paolo e Giacomo, Santi Sebastiano e Matteo, conservati all'Institute of Arts di Detroit; invece all'Accademia Carrara di Bergamo si conservano le tavole del Giovanni Battista e Santa Caterina, la Madonna col Bambino e Maddalena e un santo apostolo.
Nel 1502 Caselli eseguì la Natività tra San Pietro e Giovanni Battista (museo della chiesa plebana di Piacenza); cinque anni dopo ultimò il Cristo morto tra due angeli, per il duomo di Parma; infine da menzionare il Presepio inizialmente attribuito a Girolamo da Udine, oltre al San Francesco tra San Luigi di Tolosa e il Beato Giovanni da Capestrano, della Walters Gallery di Baltimora.

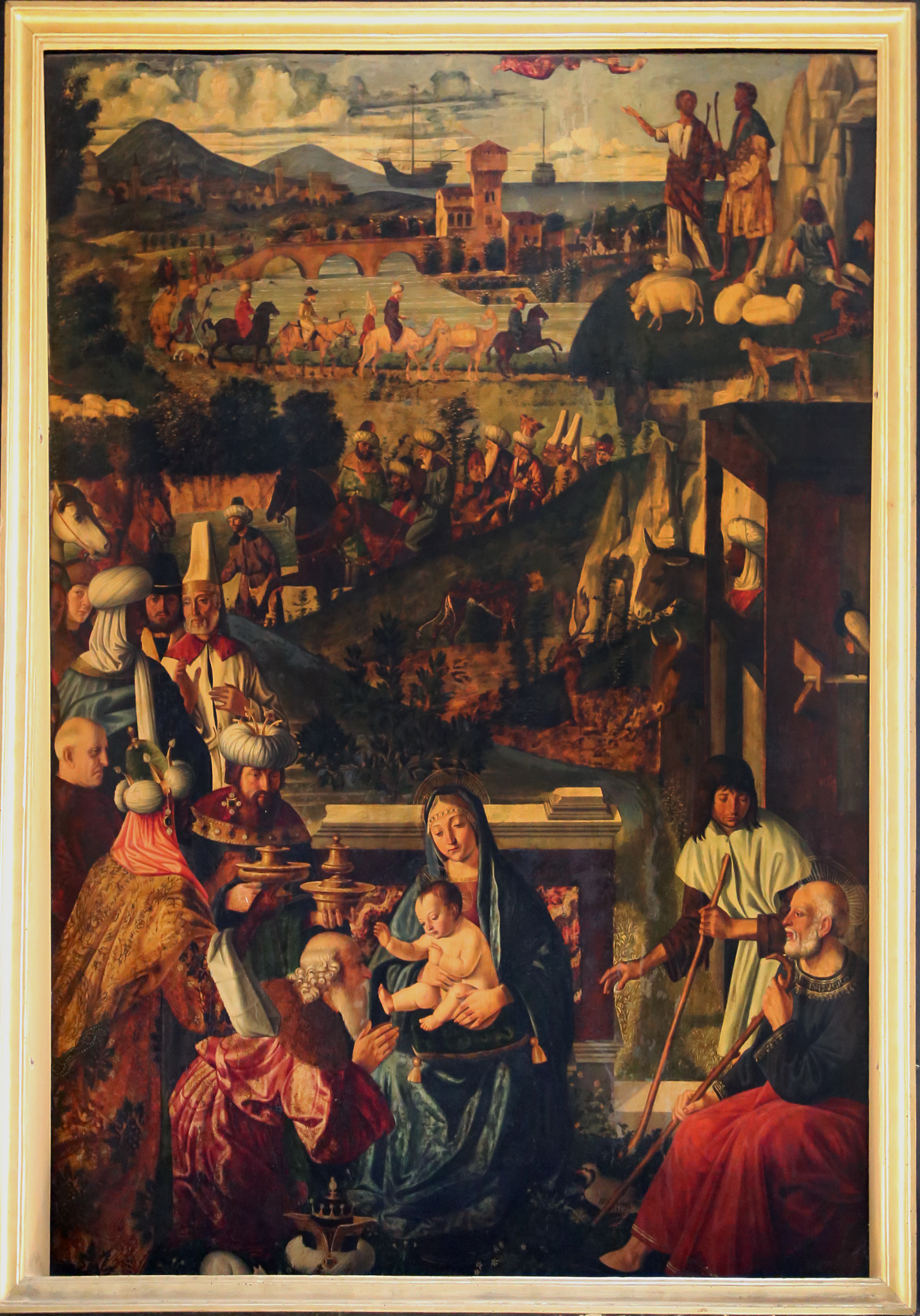
Adorazione dei Magi prima del restauro, 1499, San Giovanni Evangelista
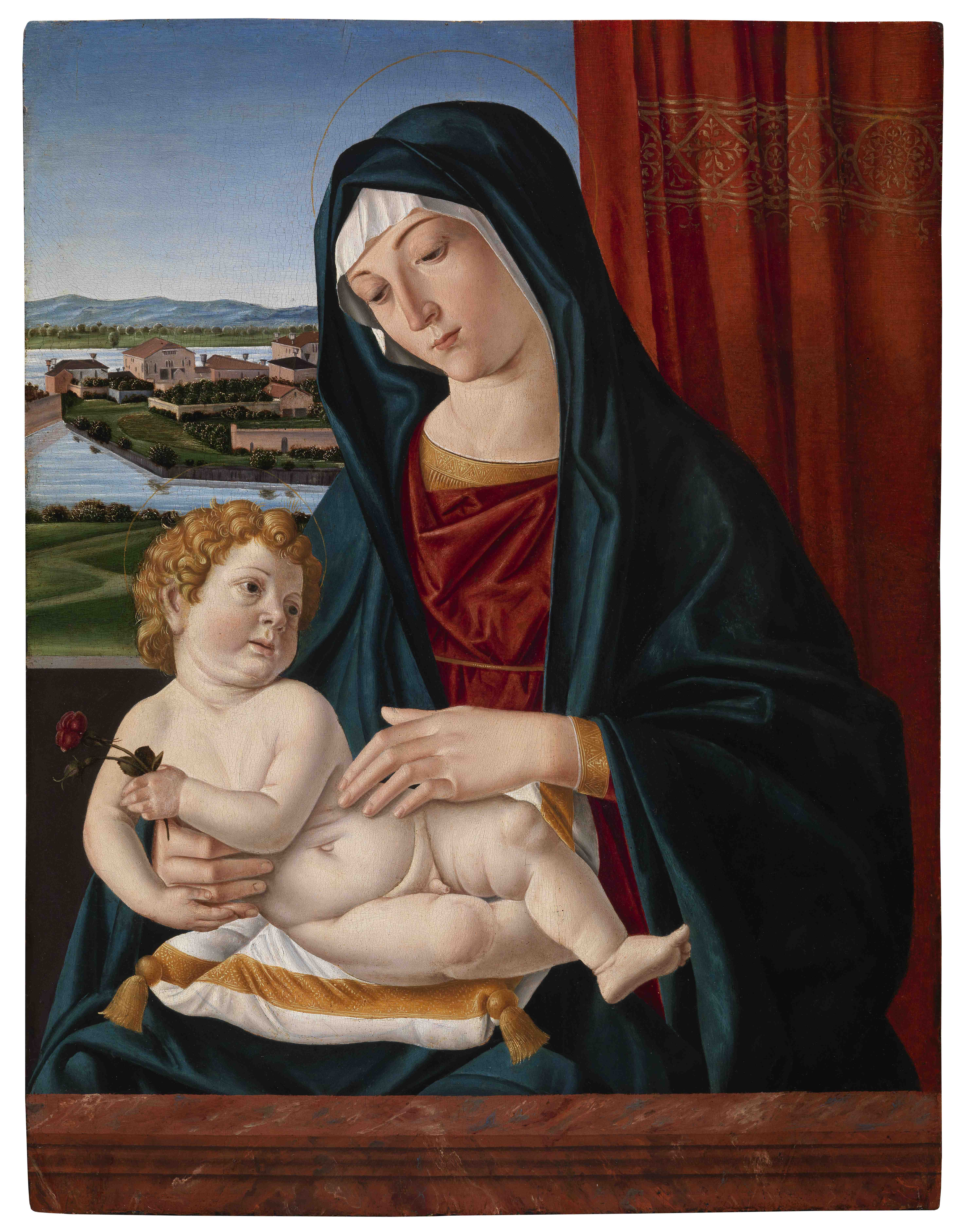
Madonna col Bambino con la rosa sullo sfondo della laguna di Venezia, 1490
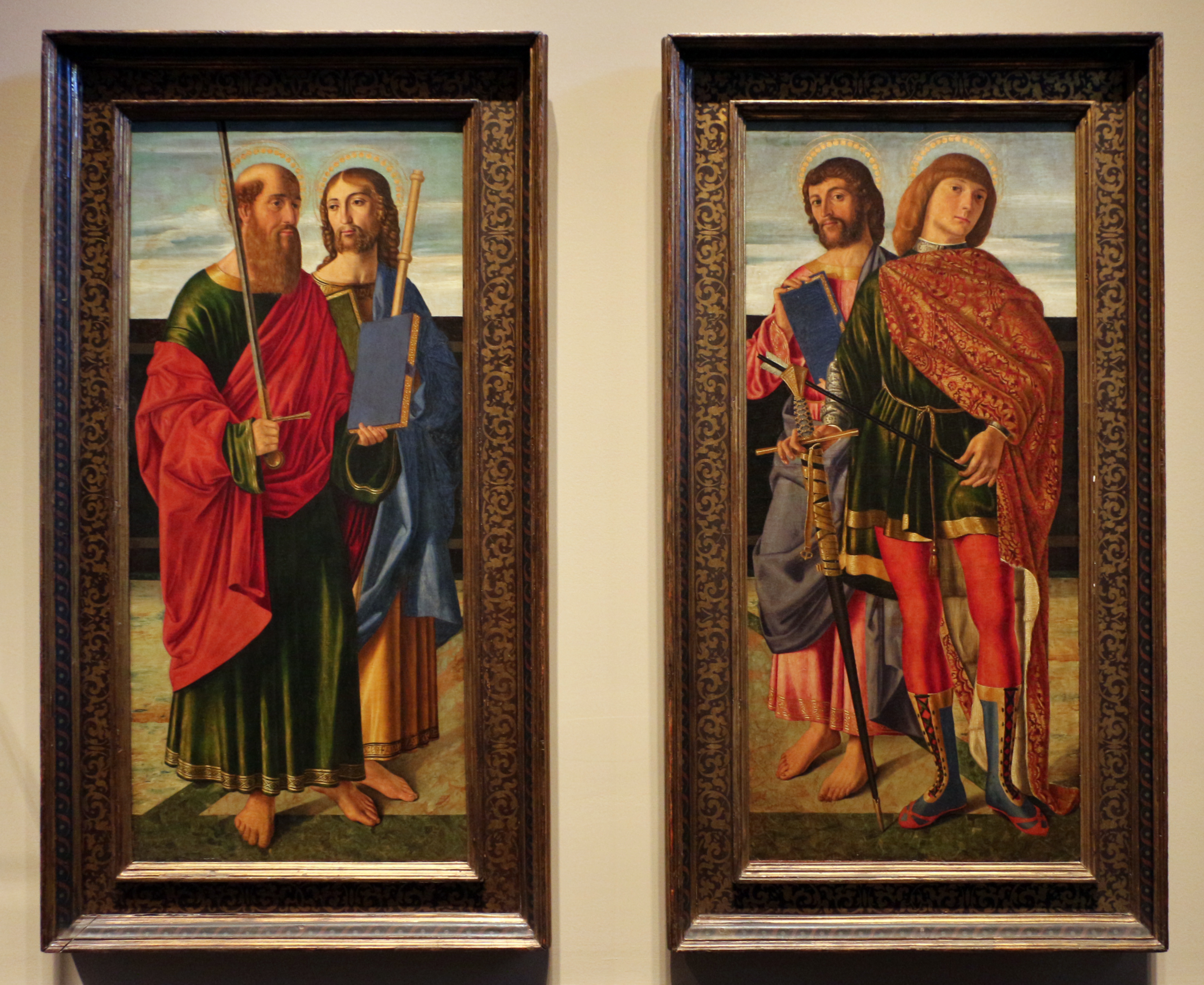
Santi Paolo, Jacopo, Matteo e Sebastiano, Detroit Institute of Arts
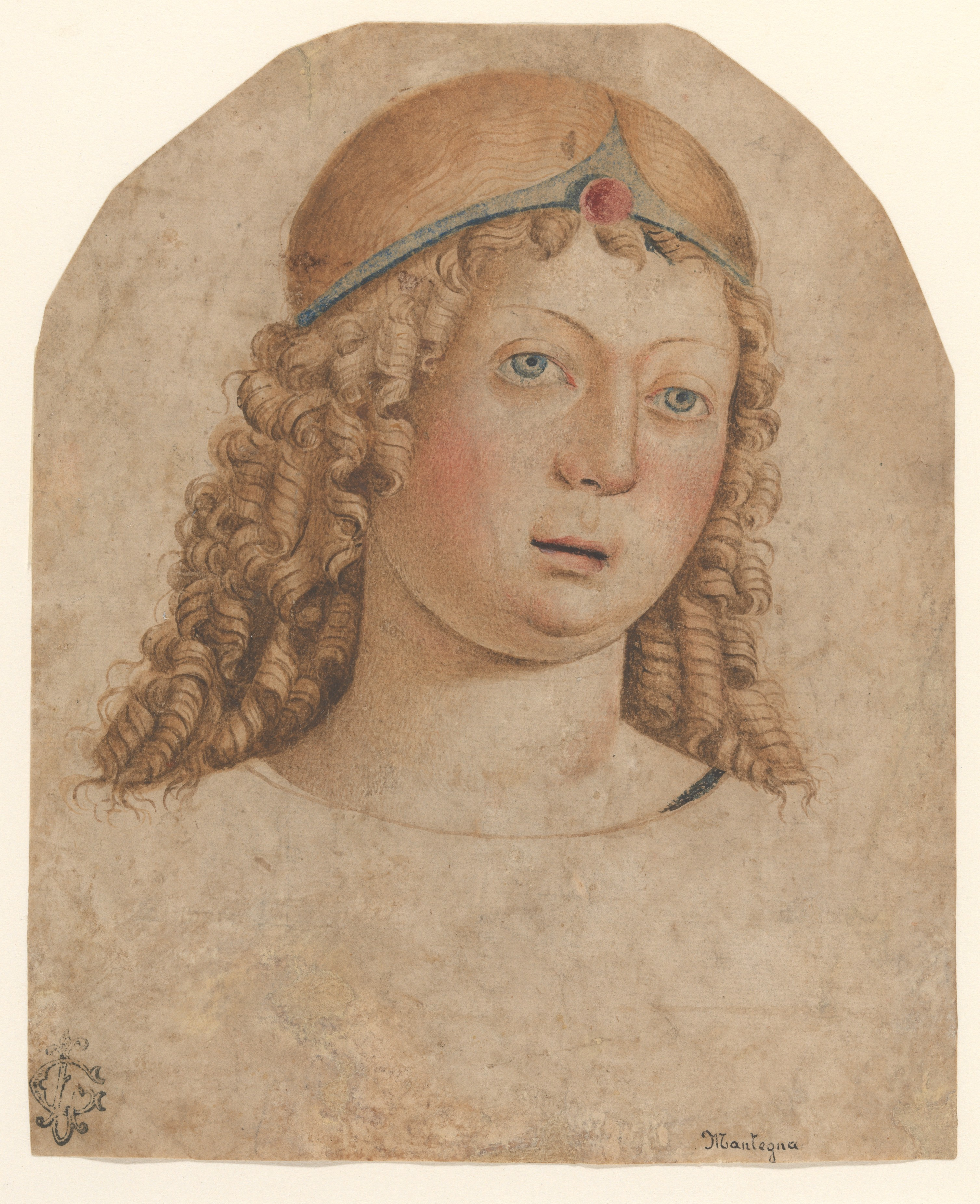
Testa di giovane, Metropolitan Museum of Art